# Mikronezja na Letnich Igrzyskach Olimpijskich 2000
Mikronezję na XXVII Letnich Igrzyskach Olimpijskich w Sydney reprezentowało 4 sportowców (2 mężczyzn, 2 kobiety) w 2 dyscyplinach.
Był to pierwszy start Mikronezji na letnich igrzyskach olimpijskich.

## Reprezentanci

### Lekkoatletyka
- bieg na 100 m kobiet: Regina Shotaro - odpadła w eliminacjach (81. czas)
  - eliminacje: 13.69 sek.
- maraton mężczyzn: Elias Rodriquez - 81. miejsce
  - z czasem: 3:09:14

### Pływanie
- 50 m stylem motylkowym kobiet: Tracy-Ann Route - odpadła w eliminacjach (49. czas)
  - eliminacje: 01:13.53
- 100 m stylem grzbietowym mężczyzn: Welbert Samuel - odpadł w eliminacjach (55. czas)
  - eliminacje: 01:12.38